# Salacz Pál
Salacz Pál (Szarvas, 1897. szeptember 14. – Budapest, 1971. július 3.) orvos, szülész-nőgyógyász, egyetemi magántanár, az orvostudományok kandidátusa (1952).

## Élete
Salacz Oszkár (1859–1901) szarvasi ügyvéd, Békés vármegye tiszteletbeli főügyésze és Székács Melinda (1869–1933) fiaként született. Apját korán elvesztette, anyja férjhez ment Schulek János építészhez. Anyai nagyapai dédapja Székács József (1809–1876), a Bányai evangélikus egyházkerület püspöke, író, az MTA tagja.
Középiskolai tanulmányait 1907-től 1911-ig a Budapesti V. kerületi Magyar Királyi Állami Főgimnáziumban, 1911-től 1915-ig a Magyar Királyi Tanárképző-Intézeti Gyakorló Főgimnáziumban végezte. 1912 és 1916 között Fodor Ernő Zeneiskolájában gordonka-tanszakon tanult, s később tagja lett a Budapesti Orvosok Kamarazeneegyesületének.
Az érettségi vizsga megszerzését követően bevonult katonai szolgálatra. Előbb az olasz, majd a román harctérre került, ahol megsebesült, és másfél év hadifogság után tért vissza a sipotei táborból.
1918-ban beiratkozott a budapesti Pázmány Péter Tudományegyetem Orvostudományi Karára, ahol 1922. március 11-én avatták orvosdoktorrá. 1921–1922-ben a Krompecher Ödön által vezetett II. számú Kórbonctani Intézet díjtalan gyakornoka, 1922. szeptember 1-től a II. számú Szülészeti és Nőgyógyászati Klinika díjtalan gyakornoka, 1923-tól díjas gyakornoka, 1926-tól fizetéstelen, 1928-tól 1939-ig díjas tanársegéde, 1939-től 1943 decemberéig fizetéstelen adjunktusa volt. 
1928-ban a kultuszminisztérium pályázatán nyert ösztöndíjjal 6 hónapig tanulmányúton volt Angliában és 3-3 hónapot Franciaországban és Németországban töltött. 1934 és 1938 között két cikluson át betöltötte a Budapesti Királyi Orvosegyesület főtitkári posztját, majd tíz évig az egyesület választmányi tagja volt. 1936-ban a Pázmány Péter Tudományegyetemen a nőgyógyászati műtéttan című tárgykörből egyetemi magantanárrá habilitálták.
1944 januárjától 1949 szeptemberéig az Állami Alkalmazottak Gyógyintézete (1950 után Kútvölgy úti Állami Kórház), majd 1949 októberétől az Alkotás Utcai Állami Kórház, a későbbi Országos Testnevelési és Sportegészségügyi Intézet (a Sportkórház) szülészet-nőgyógyászati osztályának vezető főorvosa volt nyugdíjazásáig.
1948-ban az Országos Rákbizottság tagja és a Szakorvos-képesítő Vizsgabizottság vizsgáztató szaktanára lett. 1955-ben a Magyar Nőorvos Társaság vezetőségi taggá választotta.
Fő kutatási területe a nőgyógyászati műtéttan, a női nemi szervek rákos betegségei, a terhesvédelem és terhesgondozás, a terhességi és gyermekágyi torna. Több mint 70 szakközleménye jelent meg magyar, német, francia és angol orvosi szaklapokban.
A budapesti Farkasréti temetőben helyezték nyugalomra.

### Családja
Felesége Walla Edit Mária Erzsébet (1905–1989), Walla Béla orvos, egészségügyi főtanácsos és Nagy Edit lánya, akivel 1932. szeptember 9-én Budapesten kötött polgári házasságot. Egy nappal később a Belvárosi plébániatemplomban tartották egyházi esküvőjüket.
Gyermekei: dr. Salacz Tamás (1933–2022; felesége Morelli Klára) traumatológus, Salacz Edina (férje Rochlitz Miklós) és dr. Salacz György (1939–2024; felesége Zoltán Melinda) szemész, egyetemi tanár.

## Művei
- Mikép befolyásolja a fogó-műtét a magzatihalálozást. (Orvosi Hetilap, 1927, 6–7.)
- A Dienst-féle koraterhességi próbamegbízhatóságáról. (Orvosi Hetilap, 1927, 15.)
- Rákosán elfajult petefészek dermoid tömlő. (Orvosi Hetilap, 1927, 17.)
- Külföldi tanulmányutam orvositapasztalatai. (Orvosi Hetilap, 1929, 22–23.)
- Az „egyke“-kérdés Angliában. (Orvosi Hetilap, 1929, 41.)
- A méhnyomák szövetelhalásának gyakorlati jelentőségéről. (Orvosi Hetilap, 1930, 19.)
- Terhesgondozás jelentősége az anya- és csecsemővédelem szempontjából. (Orvosi Hetilap, 1931, 43.)
- A lepény, lepényrészleválasztás és méhűrkitapintás jelentősége. (Orvosképzés, 1932, 6.)
- A kettős méh egyidejű terhessége. (Orvosi Hetilap, 1932, 41.)
- Császármetszés chondrodystrophiás törpén. (Orvosi Hetilap, 1933, 1.)
- Az elsőszülés jelentősége a negyven évet meghaladott korban. – A szülés után jelentkező aromás vérzések kezeléséről. (Orvosképzés, 1934, 1.)
- A női nemző szervek rákos megbetegedésének sebészi kezelése. Budapest, 1935
- A női nemzőszervek rákos megbetegedésének sebészi kezelése. (Orvosképzés, 1935, 3.)
- Petefészekdaganatot utánzó retroperitonealis ganglioneuroma. (Orvosképzés, 1935, 7.)
- A genyes függelékdaganatok műtéti gyógyítása. (Orvosképzés, 1938, 3.)
- Hasi katasztrófák. (Orvosképzés, 1940, 5.)
- Folliculus-cysta vérzés. (Magyar Nőorvosok Lapja, 1947, 4.)
- Ganglioneuroma paralumbole operált esete. (Magyar Nőorvosok Lapja, 1947, 8.)
- Elsődleges kűrtrák. (Magyar Nőorvosok Lapja, 1947, 10.)
- A szövettani vizsgálat értéke a méhenkívüli terhesség kórjelzésében. (Magyar Nőorvosok Lapja, 1948, 12.)
- A folyás. (Orvosi Hetilap, 1949, 25.)
- A hasban visszahagyott törlő műtéti eltávolítása. (Magyar Nőorvosok Lapja, 1953, 3–4.)
- Előrehaladottabb hasűri terhesség. (Magyar Nőorvosok Lapja, 1954, 6.)
- A fluor és kezelése. A Gyakorló Orvos Könyvtára, Budapest, 1955
- Az előlfekvő lepény kór jelzése röntgennel. Lajkó Pállal. (Magyar Nőorvosok Lapja, 1957, 2.)
- A méhfibromyoma veszélyei a menopausában. (Magyar Nőorvosok Lapja, 1961, 6.)
- A trichomoniasis flagyl kezelésével elért eredmények. (Magyar Nőorvosok Lapja, 1963, 4.)
- A trichomonas infestatio gyógyítása Klionnal. Sárfy Erzsébettel. (Orvosi Hetilap, 1965, 50.)
- A nők hüvelyi folyása. (Orvosi Hetilap, 1969, 13.)

## Származása
| Salacz Pál (Szarvas, 1897. szept. 14.– Budapest, 1971. július 3.) | Apja: Salacz Oszkár (Gyoma, 1859. ápr. 29.– Budapest, 1901. máj. 14.) ügyvéd, t.b. főügyész | Apai nagyapja: Salacz Ferenc Kajetán (Endrőd, 1828. szept. 21.– Szarvas, 1906. jan. 29.)        | Apai nagyapai dédapja: Salacz József főjegyző                                                                       |
| Salacz Pál (Szarvas, 1897. szept. 14.– Budapest, 1971. július 3.) | Apja: Salacz Oszkár (Gyoma, 1859. ápr. 29.– Budapest, 1901. máj. 14.) ügyvéd, t.b. főügyész | Apai nagyapja: Salacz Ferenc Kajetán (Endrőd, 1828. szept. 21.– Szarvas, 1906. jan. 29.)        | Apai nagyapai dédanyja: Tolly Katalin                                                                               |
| Salacz Pál (Szarvas, 1897. szept. 14.– Budapest, 1971. július 3.) | Apja: Salacz Oszkár (Gyoma, 1859. ápr. 29.– Budapest, 1901. máj. 14.) ügyvéd, t.b. főügyész | Apai nagyanyja: Vlasics Alojzia (Keszthely, 1836. jún. 13. (kereszt.)– Szarvas, 1864. okt. 20.) | Apai nagyanyai dédapja: Vlasics László                                                                              |
| Salacz Pál (Szarvas, 1897. szept. 14.– Budapest, 1971. július 3.) | Apja: Salacz Oszkár (Gyoma, 1859. ápr. 29.– Budapest, 1901. máj. 14.) ügyvéd, t.b. főügyész | Apai nagyanyja: Vlasics Alojzia (Keszthely, 1836. jún. 13. (kereszt.)– Szarvas, 1864. okt. 20.) | Apai nagyanyai dédanyja: Dornyai Katalin                                                                            |
| Salacz Pál (Szarvas, 1897. szept. 14.– Budapest, 1971. július 3.) | Anyja: Székács Melinda Stefánia (Orosháza, 1869. jan. 23.– Budapest, 1933. febr. 9.)        | Anyai nagyapja: Székács Lajos István (Pest, 1842. aug. 19.– Budapest, 1917. máj. 13.)           | Anyai nagyapai dédapja: Székács József (Orosháza, 1809. febr. 2.– Budapest, 1876. júl. 29.) evangélikus püspök, író |
| Salacz Pál (Szarvas, 1897. szept. 14.– Budapest, 1971. július 3.) | Anyja: Székács Melinda Stefánia (Orosháza, 1869. jan. 23.– Budapest, 1933. febr. 9.)        | Anyai nagyapja: Székács Lajos István (Pest, 1842. aug. 19.– Budapest, 1917. máj. 13.)           | Anyai nagyapai dédanyja: Veöreös Júlia (Győr, 1821. október 31.– Budapest, 1896. okt. 31.)                          |
| Salacz Pál (Szarvas, 1897. szept. 14.– Budapest, 1971. július 3.) | Anyja: Székács Melinda Stefánia (Orosháza, 1869. jan. 23.– Budapest, 1933. febr. 9.)        | Anyai nagyanyja: Tuczentaller Irma (1843. aug. 4.– Budapest, 1925. aug. 15.)                    | Anyai nagyanyai dédapja: Tuczentaller Sándor gróf Trauttmansdorff Ferdinánd birtokainak prefektusa                  |
| Salacz Pál (Szarvas, 1897. szept. 14.– Budapest, 1971. július 3.) | Anyja: Székács Melinda Stefánia (Orosháza, 1869. jan. 23.– Budapest, 1933. febr. 9.)        | Anyai nagyanyja: Tuczentaller Irma (1843. aug. 4.– Budapest, 1925. aug. 15.)                    | Anyai nagyanyai dédanyja: Pawlovszky Franciska                                                                      |